# Saturn Ramenskoje
FK Saturn Ramenskoje (ryska: Футбольный клуб „Сатурн“ Московская область, Futbolnyj klub "Saturn" Moskovskaja oblast) var en rysk fotbollsklubb från Moskvaförorten Ramenskoje. Klubben var även känd som Saturn Moskva Oblast. Saturn bildades år 1946 och även om den kom från Ramenskoje representerade den hela Moskva oblast. På grund av stora skulder upplöstes klubben år 2011. Från år 1999 och fram till dess att klubben upplöstes spelade den i Premjer-Liga där man som bäst slutade femma säsongen 2007.

## Liga- och cuphistoria
Saturns reservlag spelade professionellt som Saturn-2 Ramenskoje i ryska andradivisionen år 1999 och 2000. En separat farmarklubb hette Saturn-2 Moskva oblast och spelade i ryska andradivisionen per år 2009.